# Пятнадцать рублей (монета)
Пятнадцать рублей — золотая монета Российской империи, чеканившаяся на Санкт-Петербургском монетном дворе в 1897 году в период правления Императора Всероссийского Николая II, по итогам проведённой С. Ю. Витте денежной реформы.

## История
В 1895—1897 годах министром финансов Российской империи Сергеем Юльевичем Витте была проведена денежная реформа, по итогам которой в стране был введен монометаллизм и массовое хождение золотой монеты. Выпуск в обращение 15-рублевых золотых монет осуществлен по Указу 13611 от 3 января 1897 года . 15-рублевая золотая монета по своим параметрам (лигатурный вес, проба, содержание чистого золота, диаметр и допустимые отклонения) соответствовала 10-рублевой монете Александра III. В дальнейшем отмеченные параметры были закреплены Монетным Уставом 1899 г. В соответствии с п.6 Устава монета сохранила за собой гордое и красивое название «империал»: «Золотая монета чеканится: въ пятнадцать рублей (имперiалъ) ...». 
Согласно данным В.В.Узденикова общий тираж изготовленной монеты составил 11 900 033 экземпляров. Вместе с тем, в каталоге-справочнике «Золотые монеты периода правления Николая II» опубликованы сведения из «Бюллетеня Министерства финансов» и «Вестника финансов, промышленности и торговли», согласно которым в 1897 году было выпущено 11 900 000 экземпляров и еще 12 экземпляров с датой 1897 г. вышло в 1898 году.

## Описание
Драгоценный металл — золото, общий вес — 12.9 грамм, проба металла — 900, содержание чистого драгметалла — 11.61 грамм, диаметр — 24.6 мм, страна-эмитент монеты — Российская империя, номинал монеты — 15 рублей, валюта номинала — рубль, год выпуска — 1897.

### Аверс
На аверсе монеты изображён профиль последнего Императора Всероссийского Николая II лицом влево. Слева от профиля снизу вверх полукругом вдоль канта надпись: «Б.М.НИКОЛАЙ II ИМПЕРАТОРЪ». Справа от профиля также по окружности вдоль канта сверху вниз надпись: «И САМОДЕРЖЕЦЪ ВСЕРОСС.». Кант по всему периметру аверса монеты украшен зубчатым орнаментом.

### Реверс
На реверсе монеты размещён герб Российской империи — двуглавый орёл, коронованный двумя императорскими коронами, над которыми Большая императорская корона с двумя развевающимися концами ленты Ордена Святого апостола Андрея Первозванного. На груди орла герб московский: Святой великомученик и победоносец Георгий на коне, поражающий дракона копьём. Вокруг щита цепь ордена святого Андрея Первозванного. На крыльях орла размещены щиты с гербами Царства Казанского, Царства Польского, Царства Херсонеса Таврического, соединённый герб Великих княжеств Киевского, Владимирского и Новгородского, Царства Астраханского, Царства Сибирского, Царства Грузинского и Княжества Финляндского. В лапах орла — скипетр и держава. Под орлом размещена надпись с номиналом монеты и годом её чеканки: «15 РУБЛЕЙ 1897 Г.». По всему периметру реверса монеты — зубчатый орнамент.

### Гурт
Гурт монеты содержит надпись «ЧИСТАГО ЗОЛОТА 2 ЗОЛОТНИКА 69,36 ДОЛЕИ», а также знак минцмейстера Санкт-Петербургского монетного двора Аполлона Грасгофа - заключённые в скобки буквы АГ (инициалы минцмейстера): «(А•Г)».